# Andre El Haddad
Andre El Haddad (tiếng Ả Rập: اندريه الحداد) (sinh ngay 8 tháng 2 năm 1971 tại Zahle, Liban) là một trọng tài bóng đá FIFA người Liban từ năm 2007.

## Sự nghiệp trọng tài
Andre El Haddad đã bắt chính bốn trận đấu tại AFC Champions League 2010-11 và đã rút ra 20 thẻ vàng.
Sau đó, vào tháng 2 năm 2012, Haddad được giao bắt chính trận đấu giữa đội tuyển Bahrain và Indonesia trong khuôn khổ vòng loại thứ ba FIFA World Cup 2014 – trận đấu mà Indonesia không có đội hình mạnh nhất do lục đục nội bộ trong liên đoàn bóng đá nước này. Bước vào trận đấu, Bahrain cần ít nhất chiến thắng với cách biệt chín bàn và đội tuyển Qatar thua đội tuyển Iran ở Tehran để tiến vào vòng loại thứ tư. Bahrain đã thắng 10 – 0, trận thắng kỷ lục của Bahrain cũng như là trận thua kỷ lục của Indonesia. Dù vậy, do Qatar đã hoà Iran 2 – 2, Bahrain vẫn dừng bước. Ngay sau đó, FIFA đã kêu gọi một cuộc điều tra trận đấu này.